# کاکل‌فری‌های آمریکای جنوبی
کاکل‌فری‌های آمریکای جنوبی (نام علمی: Mitu) سرده‌ای از پرندگان کاکل‌فری از خانواده گوش‌خراشان است. آنها در جنگل‌های نمناک گرمسیری در آمریکای جنوبی یافت می‌شوند. پرهای آنها سیاه رنگین‌کمانی با پوشپرهای مخرجگاه سفید یا حنایی (ناحیه پیرامون پارگین) و سرِ دم است و پاها و منقارهای آنها قرمز است. جنسیت‌ها شبیه هم هستند.

## گونه‌ها
| تصویر | نام علمی                                             | نام رایج        | پراکندگی                       |
| ----- | ---------------------------------------------------- | --------------- | ------------------------------ |
|       | Mitu tomentosum                                      | کاکل‌فری بی‌تاج   | برزیل، کلمبیا، گویان و ونزوئلا |
|       | Mitu mitu - منقرض‌شده در طبیعت (اواسط اواخر دهه ۱۹۸۰) | کاکل‌فری آلاگوآس | شمال شرقی برزیل                |
|       | Mitu salvini                                         | کاکل‌فری سلوین   | کلمبیا، اکوادور و پرو          |
|       | Mitu tuberosum                                       | کاکل‌فری نوک‌تیغی | جنگل‌های بارانی آمازون          |